# Daitokuji-dōri
Le Daitokuji-dōri (大徳寺通, Daitokuji-dōri) est une voie du nord de Kyoto, dans l'arrondissement de Kita. Elle débute à l'extrême-nord de la ville et termine au Kenkun-dōri. Elle est considérée comme une suite de l'Ōmiya-dōri (en), à l'est, et est aussi appelée Kyūōmiya-dōri (旧大宮通, Kyūōmiya-dōri).

## Description

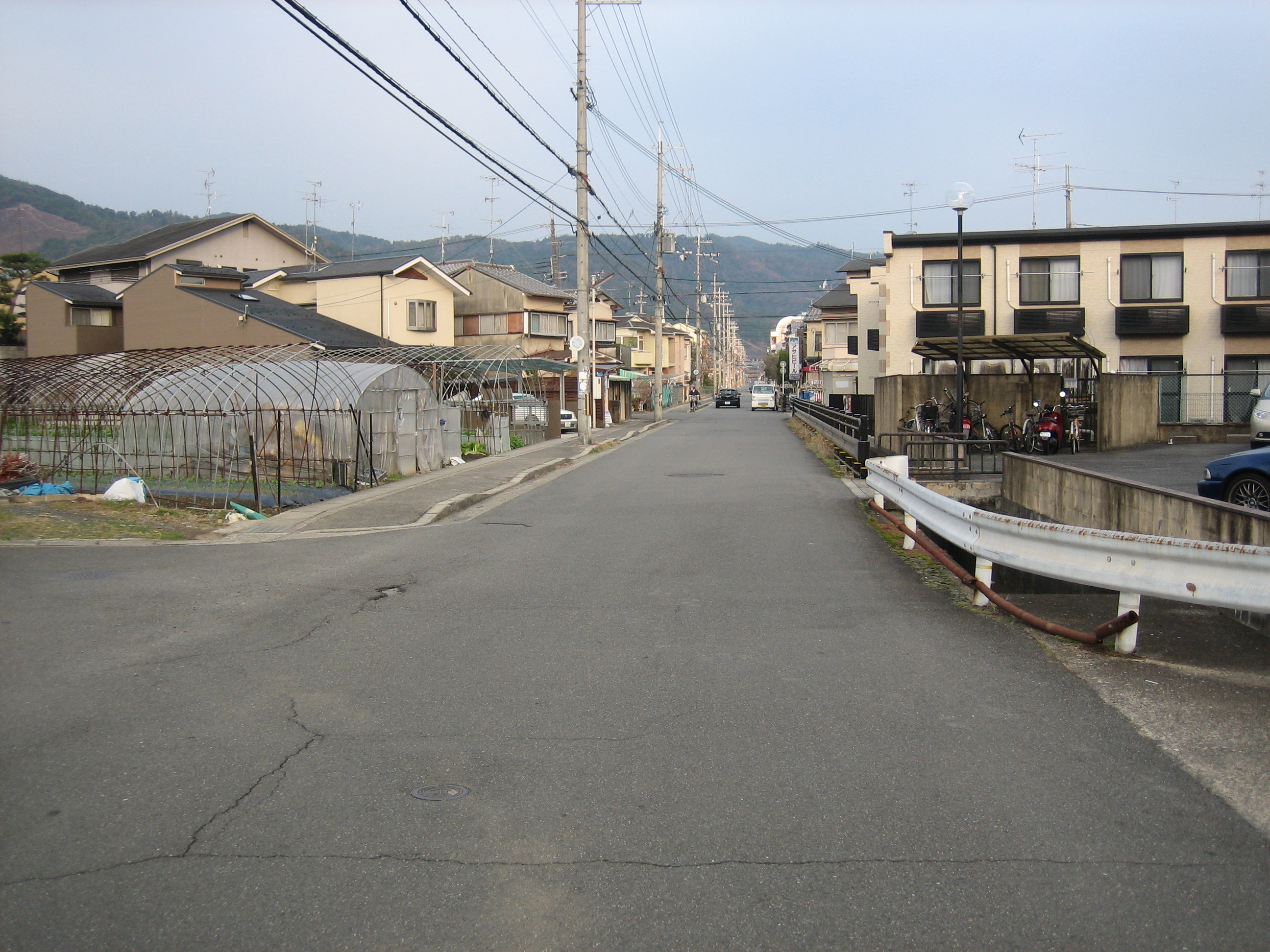
Daitokuji-dōri vue vers le nord dans le quartier de Nishigamokanoshita-chō (西賀茂鹿ノ下町).

### Situation
Le Daitokuji-dōri est une longue rue du centre-sud de l'arrondissement de Kita. Il commence dans le quartier de Nishigamokanigasaka-chō (西加茂蟹ヶ坂町) et termine dans celui de Murasakinoshimotsukiyama-chō (紫野下築山町). Son début se fait à l'extrême nord du continuum urbain de la ville de Kyoto et sa fin, au Kenkun-dōri (建勲通), au sud, à la limite avec l'arrondissement de Kamigyō, tout près du mont Funaoka (ja) (船岡山). Elle suit le Kamo-kaidō (加茂街道) et l'Ōmiya-dōri (en) (大宮通) à l'est, et précède le Chiekōin-dōri (智恵光院通), le Funaokahigashi-dōri (船岡東通), l'Ushiwakahigashi-dōri (牛若東通) et l'Ushiwaka-dōri (牛若通) à l'ouest.
Aucun sens de la circulation n'est indiqué, et la chaussée est parfois assez large pour la circulation dans les deux sens. On trouve aussi des feux de circulation sur la rue. La rue fait environ 3 800 mètres de long.

### Voies rencontrées
La liste des voies rencontrées, du nord au sud, en sens unique,. Les voies rencontrées de la droite sont mentionnées par (d), tandis que celles rencontrées de la gauche, par (g). Seules les rues ayant un nom sont listées.
1. Funaokahigashi-dōri (船岡東通)
2. Misonobashi-dōri (御薗橋通)
3. Takedonokami-dōri (竹殿上通)
4. Takedonokita-dōri (竹殿北通)
5. (d) Takedono-dōri (竹殿通)
6. Takedonominami-dōri (竹殿南通)
7. (d) Gen'ikita-dōri (玄以北通)
8. Gen'i-dōri (玄以通)
9. (d) Gen'iminami-dōri (玄以南通)
10. Daimonkita-dōri (大門北通)
11. Daimon-dōri (大門通)
12. Daimonminami-dōri (大門南通)
13. Kitayamakitanaka-dōri (北山北中通)
14. Kitayama-dōri (北山通)
15. (g) Kitayamaminami-dōri (北山南通)
16. (g) Shichikukita-dōri (紫竹北通)
17. Shichiku-dōri (紫竹通)
18. (d) Shichikuminami-dōri (紫竹南通)
19. (g) Imamiyakita-dōri (今宮北通)
20. Imamiya-dōri (今宮通)
21. (g) Koyanagikita-dōri (小柳北通)
22. (g) Koyanagi-dōri (小柳通)
23. (g) Koyanagiminami-dōri (小柳南通)
24. (g) Murasakino-dōri (紫野通)
25. (g) Murasakinominami-dōri (紫野南通)
26. (g) Wakana-dōri (若菜通)
27. (g) Wakananaka-dōri (若菜中通)
28. Kitaōji-dōri (北大路通)
29. Kenkunkita-dōri (建勲北通)
30. Kenkunkitanaka-dōri (建勲北中通)
31. Kenkun-dōri (建勲通)

### Transports en commun
Les bus du réseau d'autobus de Kyoto (ja) ne passent par sur la rue. Les arrêts les plus proches sont sur ses rues voisines parrallèles. Des arrêts proches majeurs incluent, du nord au sud, Nishigamo Chūgaku-kita (西賀茂中学北, ligne Spécial 37), proche de l'extrême nord de la rue, sur Kamo-kaidō, Nishigamo Shako-mae (西賀茂車庫前, lignes 1, 4, 9, 37, 46, Spécial 37), au carrefour de Daitokuji et Funaokahigashi, Ōmiya Tajiri-chō (大宮田尻町, lignes 9, 37), au carrefour de Daitokuji et Misonobashi, Shimotakedono-chō (下竹殿町, lignes 46, Spécial 37), au carrefour d'Ōmiya et Gen'i, Shimomidori-chō (下緑町, lignes Nord 1, Nord 8), au carrefour d'Ōmiya et Kitayama, et Daitoku-ji-mae (大徳寺前, lignes 1, 12, 204, 205, 206, M1, Nord 8), au carrefour de Kitaōji et Daitokuji.

## Odonymie
Le nom « Daitokuji » (大徳寺) vient du temple éponyme que la rue longe sur l'est. Contrairement à ce que le nom suggère, il ne s'agit pas d'un « chemin de temple » (参道, sandō) menant au Daitoku-ji, et la rue a été nommée ainsi plutôt parce qu'au moment de sa création, le temple était tout près. Des panneaux de rues ont été posées par la ville.
La rue porte aussi les noms de « Kyūōmiya » (旧大宮), qui signifie « vieux (旧) Ōmiya (大宮) » et de « route Shichiku » (紫竹街道, Shichiku-kaidō). Le nom vient du fait qu'il est considéré comme une ancienne suite d'Ōmiya-dōri.
Une autre rue porte le nom Kyūōmiya-dōri (旧大宮通, Kyūōmiya-dōri) un peu plus au sud, dans l'arrondissement de Kamigyō, insérée entre les rues Ōmiya et Kuromon. Cette autre rue est aussi étroitement liée à l'actuelle Ōmiya-dōri.

## Histoire

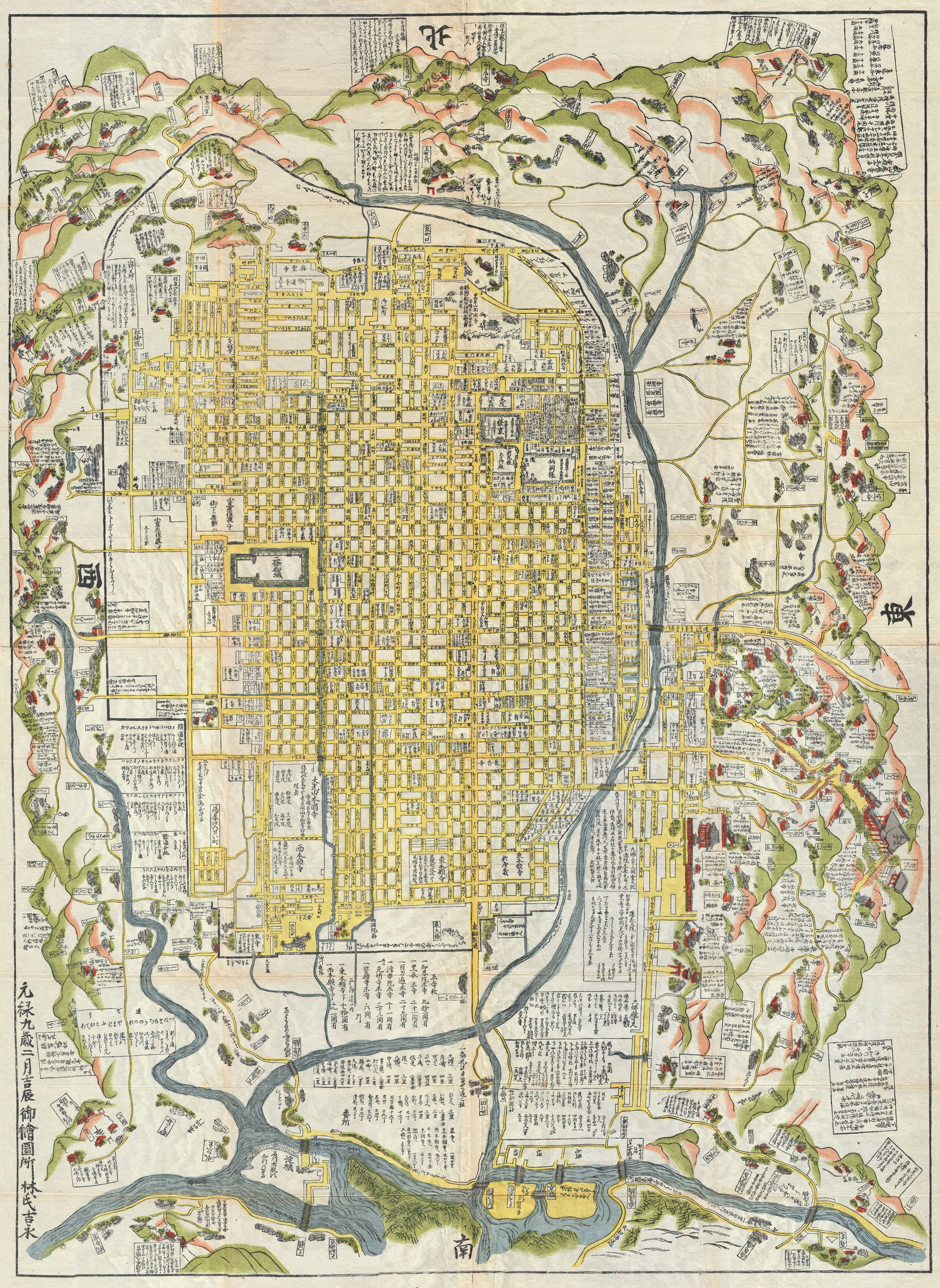
Carte de Kyoto vers 1696. Daitokuji-dōri est en haut à droite.

Daitokuji-dōri aurait été créé en même temps que le Daitoku-ji, et était l'une des rares rues menant aux champs de l'extrême-nord du bassin de Kyoto (ja),. À cette époque, Ōmiya-dōri terminait dans le secteur de Murasakino (紫野), dans une zone appelée la « pointe d'Ōmiya » (大宮頭, Ōmiyagashira / Yayamiyakashira). Légèrement au nord-ouest de la pointe d'Ōmiya commençait une petite rue sinueuse qui passait par la porte du Daitoku-ji et le temple Unrin-in (ja) (雲林院) jusqu'au nord, en dehors des limites de la ville impériale. Cette rue surnommée Kyūōmiya-dōri est l'actuelle Daitokuji-dōri.
La rue était alors très populaire pour se rendre en pèlerinage au sanctuaire Kamigamo (上賀茂神社) ainsi que pour rejoindre les Routes du Maquereau (ja) (鯖街道) et d'Ōhara (大原街道). Sur la carte-paravent du Rakuchū (ja) (洛中絵図), « Rakuchū (洛中) » faisant référence ici aux limites de la ville de Kyoto, de 1637, le Daitokuji-dōri croisait alors l'actuelle Imamiya-dōri, où l'on trouvait un petit quartier de maisons de ville.

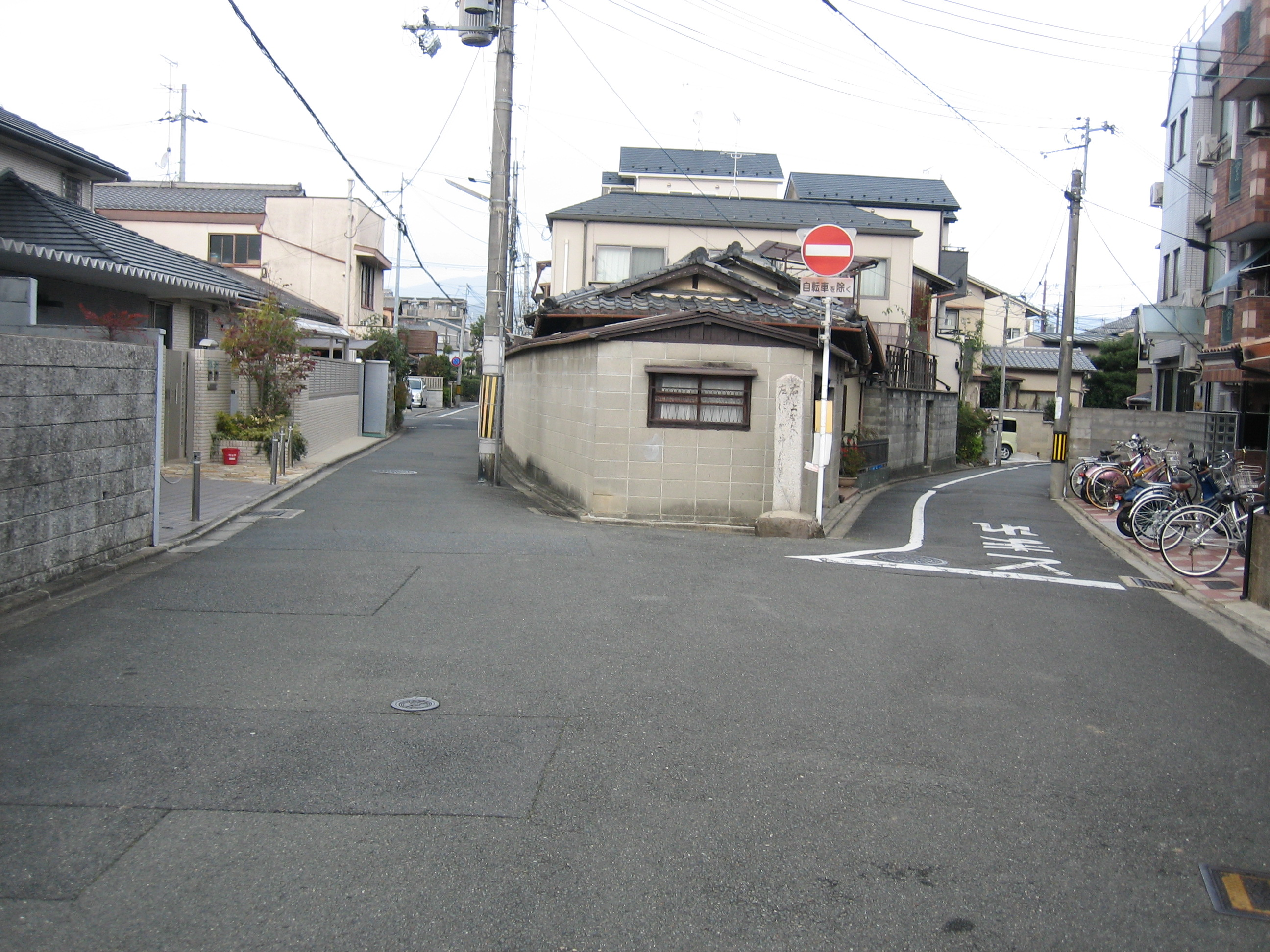
La stèle et le carrefour à trois voies.

Au carrefour avec Gen'i-dōri, se trouve une stèle datant de 1842 marquant un important carrefour historique à trois voies, dont la gauche, menait à Kumogahata (ja) (雲ケ畑) et au temple Jinkō-in (ja) (神光院), tandis que la droite, menait à Kamigamo (ja) (上賀茂) et au sanctuaire Kifune-jinja (貴船神社). Au début du XXe siècle, la rue, alors dans un secteur agricole parsemé de temples et de sanctuaires shinto, est relié à plusieurs quartiers résidentiels nouvellement construits, sous l'impulsion de la loi du Réaménagement du territoire (ja) de 1929. Ainsi, Daitokuji-dōri est l'une des rares rues sinueuses du nord de la ville, alors que les autres rues sont arrangées dans une quadrillé,.

## Patrimoine et lieux d'intérêt
La rue est peu passante et on y trouve beaucoup de maisons de ville traditionnelles et de maisons de peuple traditionnelles. On y trouve plusieurs restaurants et des boutiques de produits d'artisanat. La rue est le lieu de naissance du Daitokuji-Nattō (de) (大徳寺納豆), une variante du nattō, dont la méthode de fermentation est différente du nattō standard, et dont le goût rappelle plus le miso.
Au carrefour avec Daimonkita se trouve le sanctuaire shinto Kuga-jinja (ja) (久我神社), autour duquel le quartier de Shichiku de la ville de Kyoto s'est fondé. Le sanctuaire était autrefois appelé « grand sanctuaire » (大宮, Ō-miya) et était beaucoup plus grand, comme en témoigne plusieurs arbres de la région.
Au sud, entre Imamiya et Kitaōji, se trouve du côté ouest le complexe massif du Daitoku-ji, l'un des plus grands temples de Kyoto, étroitement lié à Toyotomi Hideyoshi et Sen no Rikyū, fondé durant la période de Kamakura (1185-1333),. Au carrefour avec Imamiya se trouve le petit autel Tendō Dainichi Nyōrai (天道大日如来), dont la divinité, le Dainichi Nyorai, protège les enfants.
Au sud de Kitaōji se trouve à l'est le petit temple Unrin-in (ja) (雲林院), qui était un important temple durant la période Heian (794-1185), avant d'être plus tard absorbé par le Daitoku-ji, dont il est aujourd'hui un sous-temple.

Quelques lieux d'intérêts
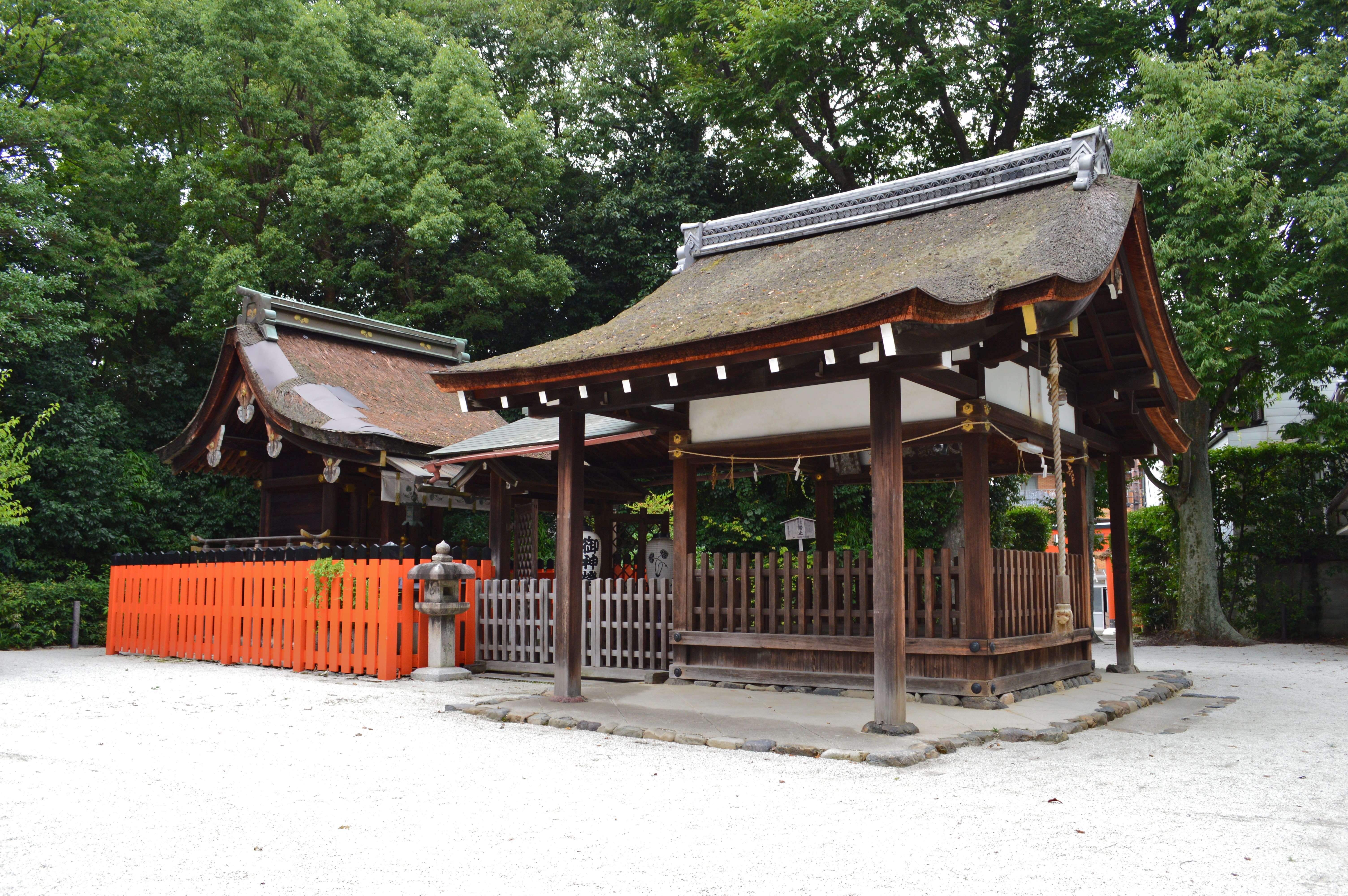
Kuga-jinja
Bâtiment principal du Daitoku-ji
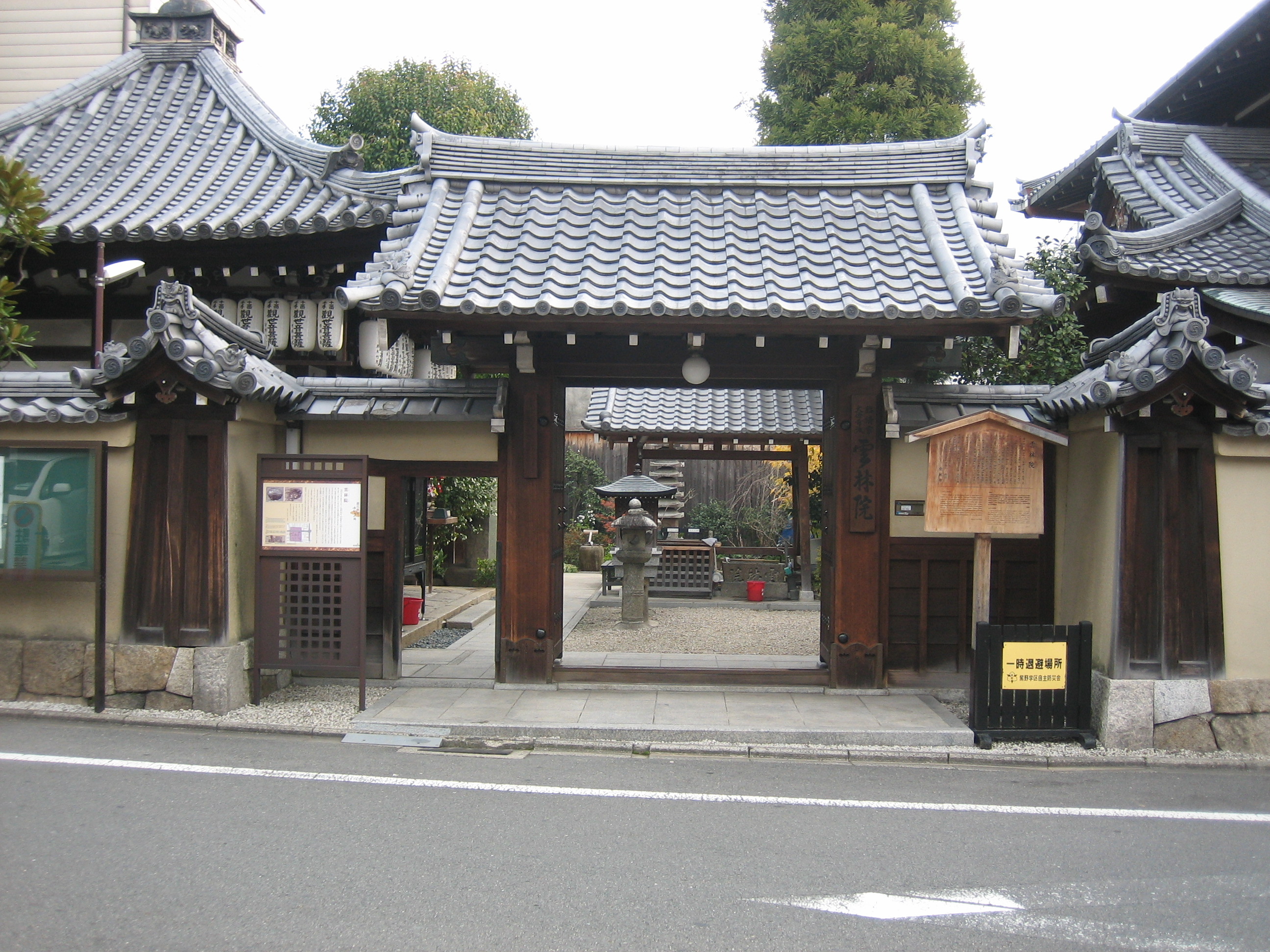
Porte de l'Unrin-in